# Efferia tortola
Efferia tortola este o specie de muște din genul Efferia, familia Asilidae. A fost descrisă pentru prima dată de Mary Katherine Curran în anul 1928. Conform Catalogue of Life specia Efferia tortola nu are subspecii cunoscute.